# Conotrachelus sloaneae
Conotrachelus sloaneae – gatunek chrząszcza z rodziny ryjkowcowatych.

## Zasięg występowania
Ameryka Południowa, występuje w Brazylii.

## Budowa ciała
Przednia krawędź pokryw nieznacznie szersza od przedplecza, zakończona po bokach niewielką ostrogą. Na ich powierzchni wyraźne podłużne punktowanie, zaś w środkowej części dwa wyraźne, podłużne garbki. Przedplecze okrągłe w zarysie w tylnej części, z przodu nieznacznie zwężone. Całe ciało pokryte gęstą, krótką, białawą szczecinką.
Ubarwienie ciała jasne, pomarańczowobrązowe.